# Stanley James Grenz
Stanley James Grenz (Alpena, 7 gennaio 1950 – 12 marzo 2005) è stato un teologo statunitense.

## Biografia
Teologo e etico cristiano nella tradizione battista, Grenz nacque il 7 gennaio 1950 ad Alpena nel Michigan. Studiò presso l'Università del Colorado e ottenne un baccelierato nel 1973, quindi studiò teologia presso il Seminario di Denver e ottenne un Master of Divinity nel 1979. Egli studiò anche presso l’Università Ludwig Maximilian di Monaco e ottenne quivi un dottorato in Teologia, sotto la supervisione del teologo Wolfhart Pannenberg. Fu ordinato pastore il 13 giugno 1976.
In 1971, egli divenne giovane direttore e assistente pastore della Northwest Baptist Church a Denver, nel Colorado fino al 1976. Nel 1979, divenne pastore della Rowandale Baptist Church, a Winnipeg, nel Manitoba fino al 1981, e pastore ad interim in numerose occasioni. Prestò servizio in numerosi consigli e agenzie battiste e fu anche consulente editore di Christianity Today. Mentre era pastore (1979-1981), Grenz tenne dei corsi sia all'Università di Winnipeg che al Winnipeg Theological Seminary (oggi Providence University College and Theological Seminary). Lavorò come Professore di Teologia Sistematica ed Etica Cristiana al North American Baptist Seminary in Sioux Falls, nel Dakota del Sud, dal 1981 al 1990.
Per dodici anni (1990-2002), Grenz mantenne la posizione di Professore Pioniere McDonald del Baptist Heritage, in Teologia ed Etica al Carey Theological College e al Regent College di Vancouver. Dopo un anno di permanenza come Professore Distinto di Teologia alla Baylor University e al Seminario teologico George W. Truett di Waco, nel Texas (2002-2003), egli ritornò a Carey nell'agosto 2003 per riprendere i suoi compiti come Pioneer McDonald Professore di Teologia. Dal 1996 al 1999 svolse un incarico come professore di teologia ed etica al Northern Baptist Theological Seminary in Lombard, nell'Illinois. Nell'autunno del 2004 assunse un incarico come Professore di Studi Teologici alla Mars Hill Graduate School in Seattle, Washington.

## Teologia
I contributi principali di Grenz avvennero discutendo come la Cristianità evangelica avrebbe dovuto correlarsi al mondo. Egli scrisse su un'ampia gamma di soggetti, dalla sessualità alla storia, all'apologetica cristiana, e fu una delle voci evangeliciste dominanti del Nord America tra la fine del 20º secolo e l'inizio del 21º secolo.
Grenz si attenne ai principi più importanti della teologia arminiana.
Egli si atteneva a uno specifico concetto di eterna sicurezza nel quale:
(Grenz, 2000)
riflettendo il proprio punto di vista di corporate election.

## Vita privata
Sposato a Edna Grenz, una musicista di chiesa, Grenz fu padre di due figli, Joel Grenz e Corina Kuban e fu nonno di una nipote, Anika Grace Kuban. Citato in due edizioni di Who's Who in Religion, come nell'edizione 2002 del Who's Who in U.S. Writers, Editors and Poets, Grenz morì nel sonno il 12 marzo 2005 a causa di un aneurisma cerebrale mentre era ricoverato presso l'ospedale San Paolo di Vancouver.

## Opere selezionate
- Prayer: The Cry for the Kingdom, 1988 (2005 Revised Edition) ISBN 0-913573-92-2
- Sexual Ethics: A Biblical Perspective, 1990 ISBN 0-664-25750-X
- Revisioning Evangelical Theology: A Fresh Agenda for the 21st Century, 1993 ISBN 0-8308-1772-7
- Women in the Church: A Biblical Theology of Women in Ministry, with Denise Muir Kjesbo, 1995 ISBN 0-8308-1862-6
- A Primer on Postmodernism, 1996, ISBN 0-8028-0864-6
- Created for Community: Connecting Christian Belief With Christian Living, 1996 (1998 Seconda Edizione) ISBN 0-8010-2125-1
- 20th Century Theology: God & the World in a Transitional Age with Roger Olson, 1997 ISBN 0-8308-1525-2
- Who Needs Theology?: An Invitation to the Study of God's Word - (Olson & Grenz) (1996) ISBN 0-8308-1878-2
- Welcoming but Not Affirming: An Evangelical Response to Homosexuality, 1998, ISBN 0-664-25776-3
- Theology for the Community of God, 2000, ISBN 0-8028-4755-2
- The Moral Quest: Foundation of Christian Ethics, 2000, ISBN 0-8308-1568-6
- Renewing the Center: Evangelical Theology in a Post-Theological Era, 2000 ISBN 0-8010-2239-8
- Beyond Foundationalism: Shaping Theology in a Postmodern Context, with John Franke, 2000 ISBN 0-664-25769-0
- The Social God and the Relational Self: A Trinitarian Theology of the Imago Dei, 2001, ISBN 0-664-22203-X
- Rediscovering the Triune God: The Trinity in Contemporary Theology, 2004 ISBN 0-8006-3654-6